# 索仙
索仙（?—?），十六国时敦煌（治今甘肃敦煌西）人，西凉李暠属下的左长史。
索仙初仕后凉吕光，为沙州治中。后凉末年，社会大乱。397年，吕光属下建康郡太守段业背叛吕光，自称凉州牧，任命李暠为效谷令。后来敦煌郡太守孟敏去世，索仙遂与敦煌护军郭谦、宋繇等共推李暠为宁朔将军、敦煌太守。400年，索仙等人又推李暠为凉公、领秦凉二州牧，建立西凉政权，李暠授索仙为左长史，索训为威远将军、西平郡太守，索慈为广武郡太守，索术为武兴郡太守。李暠的儿子李歆嗣位，索仙官至征虏将军、张掖郡太守。